# 一桶蚵仔
《一桶蚵仔》（英語：A Pail of Oysters）是美國軍人作家韋恩·斯內德的一本小說，1953年出版，內容描寫戰後白色恐怖下的台灣社會。本作品原為1950年斯內德發表於雜誌上的一篇短文，後在經紀人的委託下，斯內德與妻子旅居台灣三個月進行訪查，並改寫為這部小說。書中對台語翻譯平實，相當有台灣味。2016年2月28日，即二二八六十九週年當天，英文原本再版；而漢字譯本則可分為洪湘嵐的華文本（2002年）以及五分珠的台文本（2003年）。

## 研究論文
- Jonathan Benda,  (PDF), Concentric: Literary and Cultural Studies, 2007-09, （原始内容 (PDF)存档于2020-03-27）

## 外部連結
- A Pail of Oysters • Vern Sneider | Taiwan under the White Terror （页面存档备份，存于）